# Rui Nabeiro
Manuel Rui Azinhais Nabeiro, né le 28 mars 1931 à Campo Maior et mort le 19 mars 2023 à Lisbonne, est un entrepreneur portugais. Il est le fondateur du groupe Delta Cafés. 

## Biographie
Rui Nabeiro commence à travailler vers l'âge de douze ans. Il aidait sa mère dans une petite épicerie et son père et ses oncles à torréfier le café, à une époque où les effets de la guerre civile en Espagne se faisaient ressentir et la zone frontalière était un lieu de contrebande. 
Leader sur le marché du café, il crée Novadelta en 1982 et, en 1984, il ouvre une nouvelle usine de torréfaction de café, qui était la plus grande de la péninsule ibérique à l'époque.